# Cyrtanthus brachyscyphus
Cyrtanthus brachyscyphus är en amaryllisväxtart som beskrevs av John Gilbert Baker. Cyrtanthus brachyscyphus ingår i släktet Cyrtanthus, och familjen amaryllisväxter. Inga underarter finns listade i Catalogue of Life.

## Bildgalleri

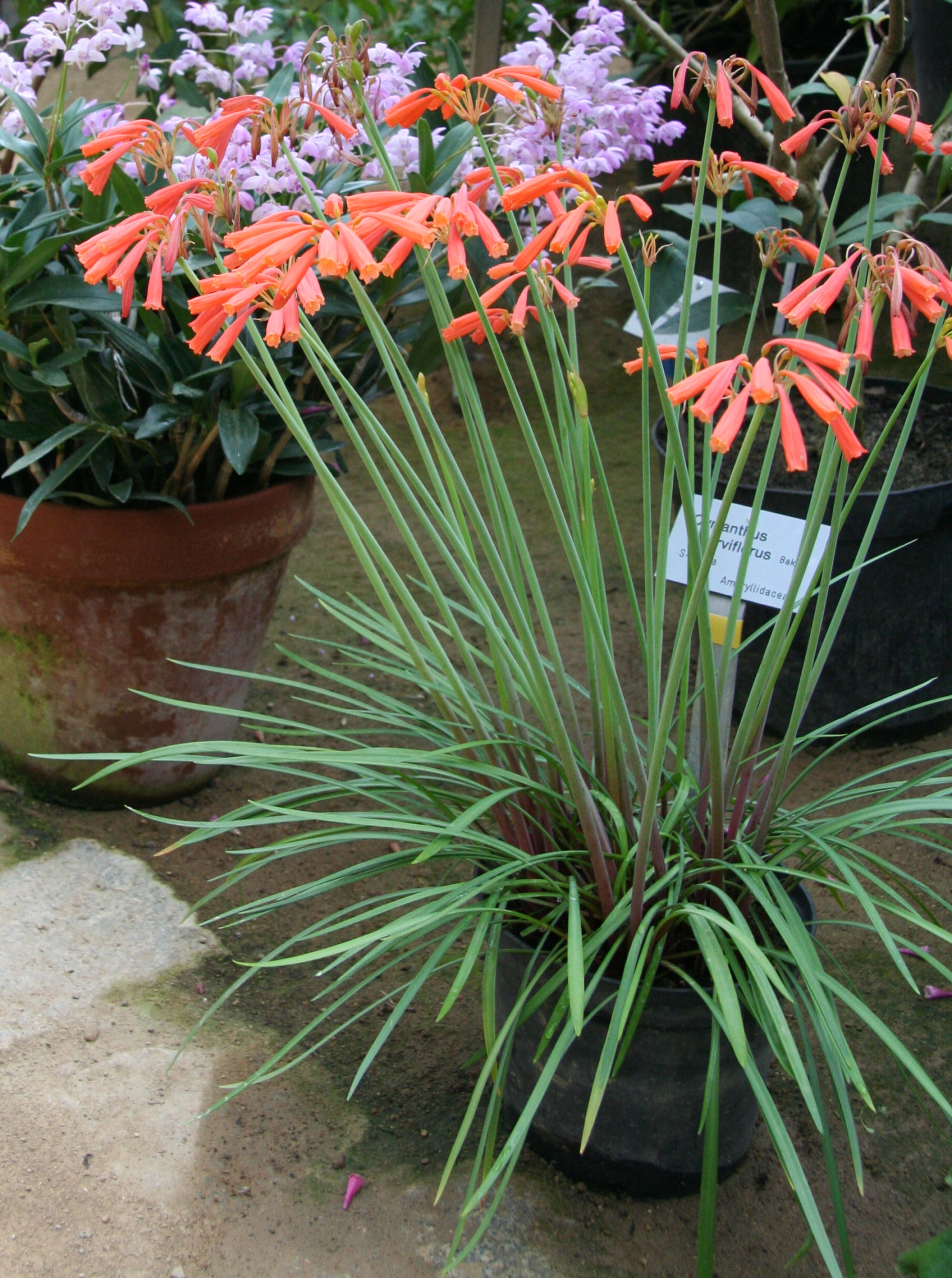
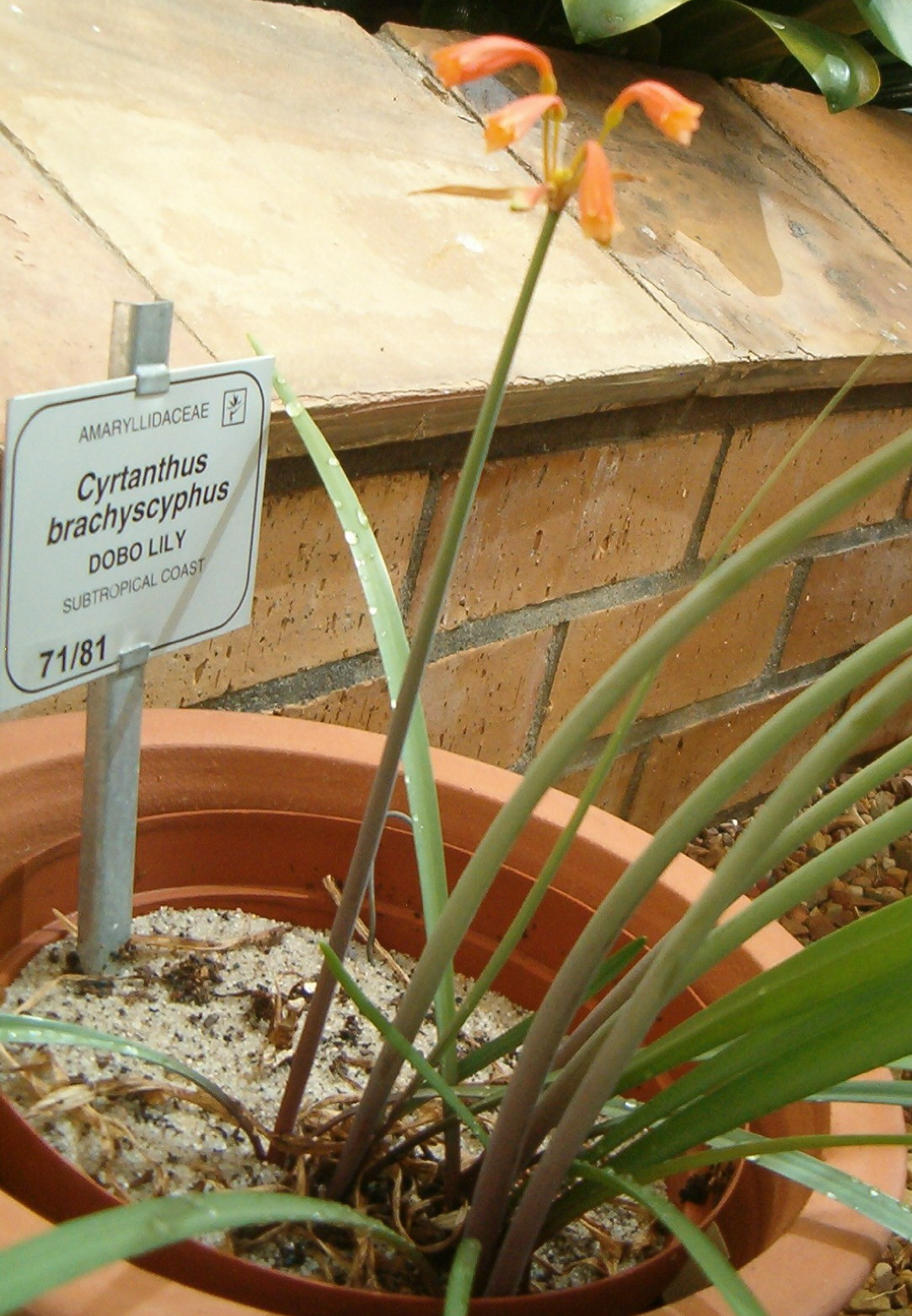